# 발우공양
발우공양은 사찰에서 스님들이 하는 식사법을 말한다. 불교에서는 밥 먹는 것을 '공양'이라 하는데, 이것은 단순히 밥을 먹는 행위가 아니라 부처의 탄생, 성도(成道), 열반까지의 과정을 생각하고 많은 보살과 부처를 생각하고, 자연과 뭇 중생들의 노고를 생각하며 보살로서 살겠다는 의지를 다지고 깨달음을 이루겠다는 서원을 다짐하는 거룩한 의식이다. 여러 사람이 함께 한다고 해서 대중공양, 밥 먹는 것도 수련이자 수행이기 때문에 법공양(法供養)이라고도 한다.

## 발우공양의 유래
부처님이 깨달음을 얻은 후 트라프사와 바루리카라는 두 우바새로부터 최초의 공양을 받을 때 사천왕이 돌그릇을 각기 하나씩 부처님께 드렸고, 부처님은 이 발우 네 개를 겹쳐서 포개어 사용했다고 한다. 그 후 부처님 제자들도 부처님을 따라 네 개의 발우를 써서 공양을 하는 전통이 생겨났다고 한다.

## 발우 사용법
발우(鉢盂)는 스님들이 쓰는 그릇을 말한다. '발(鉢)'은 범어로 응량기(應量器)라 번역하는데 이는 수행자에 합당한 크기의 그릇이란 뜻이다. '우(盂)'는 밥그릇이라는 뜻의 한자이다. 발우는 포개어지는 네 그릇으로 구성되어 있는데 큰 순서대로 어시발우, 국발우, 청수발우, 찬발우라고 한다. 어시발우에는 밥을 담고, 청수발우에는 청수라고 불리는 물을 담으며 국발우에는 국을, 찬발우에는 반찬 류를 담는다. 네 그릇의 크기가 일정하게 줄어들어서 가장 큰 어시발우 안에 국발우, 청수발우, 찬발우 순으로 넣은 것을 보자기에 싸서 보관한다. 공양을 할 때는 자신의 왼쪽 무릎 앞에 어시발우, 오른쪽 무릎 앞에 국발우를 놓고 두 발우와 같은 간격으로 어시 발우 뒷 쪽에 찬발우, 국발우 뒷 쪽에 청수발우를 놓는다. 즉, 발우를 펼 때는 왼쪽 무릎 앞에 포개진 발우를 놓고 시계반대방향으로 차례 차례 놓으면 되고, 공양이 끝나면 왼쪽 뒤편에 놓인 찬발우부터 시계방향으로 거두어서 어시발우 안에 세 발우를 겹쳐서 넣는다. 발우 외에 공양할 때 준비해야 할 것으로 발우깔개와 발우의 물기를 닦을 헝겊 수건과 수저가 있다. 보관시에는 보자기를 싼 발우 위에 올려놓는다. 발우를 폈을 때 수저는 청수발우에 둔다. 발우와 수저가 닿을 때 나는 소리는 최대한 줄여서 조용하게 마음을 지켜보는 가운데 발우공양을 한다.

## 발우공양 순서

### 《소심경》
발우공양은 죽비 소리에 맞춰서《소심경》(小心經)이라는 경전을 외면서 약 한 시간에 걸쳐 진행한다. 선반에 올려놓은 발우를 내려놓으면서 외는 하발게(下鉢偈), 공양을 시작할 준비가 다 된 후에 부처님을 상기하며 외는 회발게(回鉢偈), 발우를 펴면서 외는 전발게(展鉢偈), 불보살의 명호를 외는 십념(十念)까지 염송한 뒤 죽비를 한 번 치면 스님들 몇 명이 방안에 준비된 천수물을 담은 천수통, 밥을 담은 공양기, 국을 담은 그릇을 들고와서 음식을 나눈다. 음식은 청수, 밥, 국, 반찬 순서로 받는다. 밥과 국은 우선 나눠주는 대로 받고 한 차례 돌고 나서 자신의 양에 맞게 가감(加減)할 수 있다. 어시발우를 3번가량 받들어 올렸다 내리며 외는 봉반게(奉飯偈), 어시발우에서 밥알을 조금 떠서 헌식기에 담으며 외는 오관게(五觀偈)를 이어 생반게(生飯偈), 정식게(淨食偈), 삼시게(三時偈)를 외고 죽비를 3번 치는 소리가 들리면 공양을 시작한다. 공양을 할 때에는 발우그릇을 들고 입이 보이지 않게 먹으며 떠들거나 씹는 소리를 내서는 안된다. 공양을 다 마칠 때 쯤에 숭늉을 돌리기 시작하는데 발우에 묻은 기름기를 제거하기에 좋다. 남겨놓은 무조각이나 김치를 젓가락으로 집어서 발우를 깨끗이 닦아 숭늉을 마시고 맨 처음에 받았던 청수발우의 물을 어시발우에 부어서 국발우, 찬발우 순서로 차례차례 물을 옮겨가며 손으로 닦는다. 청수물로 찬발우까지 다 닦았으면 청수통에 찌꺼기 없이 맑은 청수물만을 부어서 모아놓고 절수게(節水偈)를 왼다. 이때 만약 모아놓은 청수물에 작은 찌꺼기라도 있으면 그 청수통에 물을 부은 줄에 앉은 모두에게 다시 청수물을 나누어 마시게 한다. 마지막으로 해탈주(解脫呪)를 외면 《소심경》이 끝난다. 《소심경》중에서 오관게는 정식 발우공양을 하지 않더라도 사찰에서 공양을 할 때에 공양게송으로 쓰이며, 청수물과 관련하여 아귀 이야기를 설명하곤 하는데 절수게가 그러한 내용을 담고 있다.

#### 오관게
오관게는 공양물이 자신에게 오기까지 깃들여진 정성에 감사하며 정진을 다짐하는 내용을 담고 있는데 일반인이 이해하기 쉽고 《소심경》에서 핵심이 되는 내용이라 발우공양 관련 기사에 종종 인용된다.

#### 절수게
발우를 닦고 난 청수물을 청수통에 부을 때 밥 한 톨이나 고춧가루 하나라도 청수통에 들어가면 안되므로 맑은 물만 붓고 남은 찌꺼기는 자신이 마셔야 한다. 발우공양에서 청수물은 아귀에게 주는 것으로 여기기 때문이다. 아귀는 사람이 죽은 후에 윤회하는 육도 중에서 배고픔에 괴로워하는 아귀 지옥에 산다. 아귀는 목구멍은 바늘구멍만 한데 배는 산만큼 커서 아무리 먹어도 배가 부르지 않는다. 아귀들이 유일하게 먹을 수 있는 것은 청수물뿐인데 청수물에 밥 한 톨이나 고춧가루 하나라도 있으면 불이 되어 아귀들의 목구멍을 태운다고 한다.

## 발우공양의 사회적 효과
발우공양은 환경을 오염시키지 않는 친환경적인 식사법이다. 자신이 먹을 만큼의 음식물을 받고 그것을 남김없이 먹기 때문에 음식물 쓰레기가 전혀 나오지 않으며 따로 설거지를 할 필요가 없어서 설거지 물도 절약된다. 사찰 신도들도 식사를 할 때에 음식물 찌꺼기를 남기지 않고 깨끗이 닦아 먹는 실천을 한다. 그 중 정토회에서는 아침에는 발우공양을, 점심과 저녁에는 발우공양을 간략화해서 그릇을 닦아먹는 접시공양을 통해 음식물 쓰레기가 전혀 생기지 않는 음식물 쓰레기 제로 운동을 1999년부터 펼쳤으며 그것이 수질에 미치는 영향을 조사해서 발우공양과 접시공양이 환경오염 예방을 위한 효과적이고도 필요한 식사 방법임을 확인했다.
발우공양은 불교 관련 행사나 템플스테이에서 빠지지 않는 프로그램으로 관광객 및 일반인도 쉽게 체험할 수 있다. 2007년에는 미국 유력 언론사 간부들이 발우공양을 체험하였으며 2009년에는 서울역사문화탐방에 참가한 12개국 유학생들이 체험하는 등 발우공양은 점점 한국문화를 알리는 주요 체험 행사로 자리잡고 있다.

## 참고 문헌
- 한국불교환경교육원, <발우공양>, 정토출판, 2003.
- 조계종 포교원, <불교입문>, 조계종출판사, 2004.
- 박부영, <불교풍속고금기>, 은행나무, 2005.
- 김경호, <절이 좋아 산에 가네>, 북라인, 2004.